# Un motiv de a trăi, un motiv de a muri
Un motiv de a trăi, un motiv de a muri (în italiană Una ragione per vivere e una per morire, în engleză A Reason to Live, a Reason to Die) este un film western spaghetti italo-american din anul 1972, regizat de Tonino Valerii; cu James Coburn, Telly Savalas și Bud Spencer în  rolurile principale. 
Multe scene exterioare au fost filmate la Fortul Bowie construit în provincia Almería din Spania, în care peisajul deșertic și climatul care caracterizează o parte a provinciei au făcut ca acesta să fie folosit pentru turnarea filmelor western, printre care Pentru un pumn de dolari, Cel bun, cel rău, cel urât și apoi 800 de gloanțe. Fortul Bowie a fost inițial construit pentru filmul Dezertorul.

## Rezumat
După pierderea Fortului Holman, abandonat de către trupele nordiste fără luptă în cursul Războiului Civil American, colonelul nordist Pembroke (James Coburn) este exclus din armată în baza acuzațiilor de trădare. Maiorul sudist Frank Ward îl prinsese pe fiul colonelui Pembroke și a amenințat că-l va spânzura dacă fortul nu va fi predat sudiștilor. După ce Pembroke a abandonat fortul, împreună cu armata sa, Ward nu și-a ținut cuvântul și i-a împușcat fiul.  
Ulterior, Pembroke este acuzat de furt și arestat de către o brigadă nordistă, împreună cu un bandit de calibru mic, Eli Sampson (Bud Spencer). Cei doi bărbați sunt aduși într-un fort nordist. Aici, Pembroke îi propune maiorului Charles Ballard, comandantul fortului, să recruteze un grup de șapte bărbați condamnați la moarte pentru a-l urma în încercarea de a recuceri Fortul Holman, în caz de refuz infractorii urmând a fi spânzurați. După o serie de aventuri, grupul reușește să intre în fort, cu ajutorul lui Sampson, care s-a infiltrat în rândurile Armatei Confederate, și reușește să preia controlul asupra fortului. În cele din urmă, Sampson va descoperi însă adevărul despre intențiile reale ale Pembroke și dorința de răzbunare a acestuia față de maiorul Ward (Telly Savalas), comandantul fortului. 

## Distribuție
- James Coburn - col. Pembroke
- Bud Spencer - Eli Sampson
- Telly Savalas - maiorul Ward
- Reinhard Kolldehoff - sergentul Brent
- José Suárez - maiorul Charles Ballard
- Ugo Fangareggi - Ted Wendel
- Guy Mairesse - Donald MacIvers
- Benito Stefanelli - Piggott
- Adolfo Lastretti - Will Fernandez
- Fabrizio Moresco - adjunctul lui Ward
- Turam Quibo - Jeremy, metisul indian
- Georges Géret - sergentul Spike
- Ángel Álvarez - băcanul Scully

### Dubluri în limba italiană
- Emilio Cigoli - col. Pembroke
- Glauco Onorato - Eli Sampson
- Renzo Palmer - maiorul Ward
- Leonardo Severini - sergentul Brent
- Roberto Villa - maiorul Charles Ballard
- Oreste Lionello - Ted Wendel
- Gianni Musy - Donald MacIvers
- Rino Bolognesi - Piggott
- Carlo Sabatini - Will Fernandez
- Gianni Giuliano - adjunctul lui  Ward
- Pier Angelo Civera - Jeremy, metisul indian
- Michele Malaspina - sergentul Spike
- Carlo Romano - băcanul Scully

## Despre film
Filmul a făcut parte dintre filmele prezentate la retrospectiva dedicată westernurilor spaghetti la Festivalul de Film de la Veneția din 2007.

## Home media
Wild East a lansat versiunea completă netăiată pe DVD, cu cadre în plus de aproximativ 30 de minute, pentru ecran panoramic cu titlul A Reason to Live, a Reason to Die.